# Encephalartos woodii
Encephalartos woodii – gatunek sagowca uznawany za wymarły na wolności. Naturalnie występował jedynie w lesie w pobliżu miasta Mtunzini w południowoafrykańskiej prowincji KwaZulu-Natal. Egzemplarze żyjące na świecie obecnie są klonami okazu odkrytego w RPA.

## Odkrycie i badania
Żywy egzemplarz E. woodii został odkryty w 1895 przez Johna M. Wooda, kustosza Ogrodów Botanicznych w Durbanie. Na cześć odkrywcy nowy gatunek otrzymał nazwę woodii. Jednak dopiero w latach 90. XX w. przeprowadzono bliższe badania. Ich rezultatem było ustalenie, że okaz odkryty przez Wooda reprezentuje gatunek istniejący już od 200 mln lat i do wymierania kredowego występujący prawdopodobnie na całej Ziemi (a najpóźniej do okresu zlodowaceń).

## Morfologia
E. woodii przypomina palmę o wysokości do ok. 6 m. Pień osiąga od 30 do 50 cm średnicy, przy czym u podstawy jest najgrubszy. Ze szczytu pnia wyrasta bujna korona 50–150 liści. Liście są ciemnozielone i błyszczące; mają od 150 do 250 cm długości. Są podzielone na sierpowate listki (każdy liść ma ich 70–150) o  długości 13–15 cm i 0,2–0,3 cm szerokości.
Gatunek jest rozdzielnopłciowy, co oznacza że konkretne egzemplarze są wyłącznie męskie lub żeńskie. Jednak nie udało się odkryć rośliny żeńskiej. Strobile męskie (6 do 8 na jednej roślinie) mają cylindryczny kształt; ich długość waha się pomiędzy 20 a 40 cm, choć zdarzają się egzemplarze o długości nawet do 120 cm. Ich średnica to 15-25 cm. Mają mocny żółtawo-pomarańczowy odcień.

## Taksonomia
Początkowo – zdaniem samego Wooda – E. woodii sklasyfikowano jako odmianę E. altensteinii. W 1908 Henry F. C Sander podniósł E. woodii do rangi osobnego gatunku. E. woodii jest ściśle spokrewniony z E. natalensis.

## Występowanie

### Pierwotne

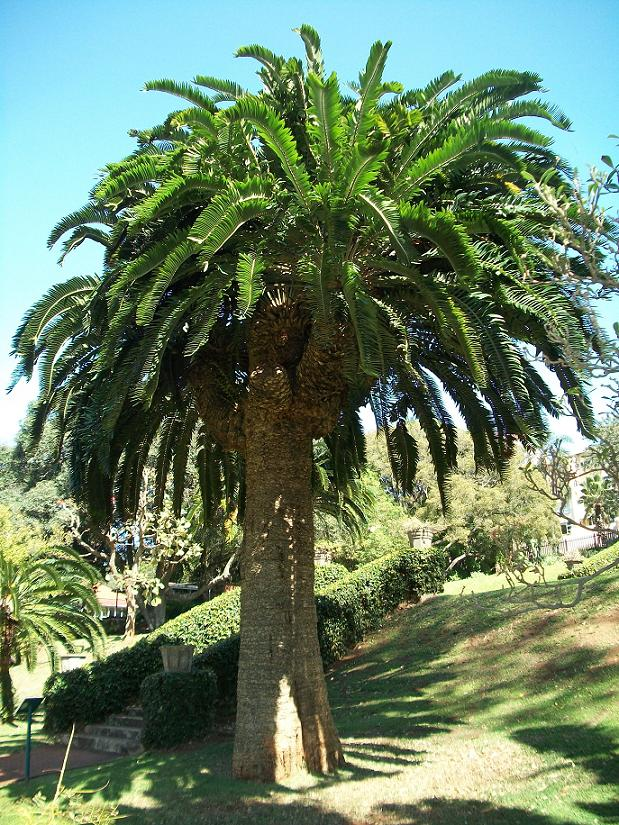
Jeden z oryginalnych okazów w Durbanie

Jedyne znane dzikie rośliny E. woodii – odkryte przez Wooda – były jedną rośliną liczącą cztery pnie, która rosła na południowym stromym zboczu wzgórza na skraju lasu znanego obecnie jako Ongoye Forest. Klimat w tym miejscu charakteryzuje się gorącymi latami i łagodnymi zimami, a suma opadów waha się pomiędzy 750–1000 mm/rok. Z braku innych stanowisk gatunku nie można bardziej sprecyzować warunków w jakich występował.

### Początki hodowli
Odkryty w 1899 egzemplarz E. woodii wykopano i przewieziono do Królewskich Ogrodów Botanicznych w London Borough of Richmond upon Thames. Trzy pędy za zgodą Wooda zasadził w 1903 w durbańskich Ogrodach Botanicznych jego zastępca, James Wylie. Kolejna sadzonka w 1905 została przekazana irlandzkiemu Narodowemu Ogrodowi Botanicznemu w Glasnevin (obecnie dzielnica Dublina) – jest to obecnie najwyższy egzemplarz w Europie. Na wolności pozostała jedynie jedna, główna, część rośliny odkrytej przez Wooda. W 1916 okaz ten na polecenie Departamentu Lasów został przeniesiony do siedziby rządowego botanika rezydującego w Pretorii. Panuje pogląd, że roślina ta obumarła w 1964.

### Obecnie
Obecnie sadzonki są przekazywane do instytucji botanicznych na całym świecie. Dwie z sadzonek zabranych do Durbanu są nadal w posiadaniu tamtejszych Ogrodów Botanicznych. Roślina, którą zasadzono w Królewskich Ogrodach Botanicznych w 1899 została przeniesiona w 1997 do północnej palmiarni. Tam, dość niespodziewanie, w 2004 po raz pierwszy wytworzyła organy generatywne. Poza tym, E. woodii hodowana jest m.in. w Irlandii (Glasnevin), Holandii (ogród botaniczny w Amsterdamie), we Włoszech (ogród botaniczny w Neapolu) i USA (Longwood Gardens w Pensylwanii oraz Santa Barbara w Kalifornii.

## Ochrona
E. woodii jest chroniony przepisami międzynarodowymi oraz poszczególnych państw. Gatunek wraz z innymi sagowcami objęty jest ochroną przez CITES, dotycząca handlu i przewozu poza granice danego państwa gatunków zagrożonych wyginięciem. W RPA dodatkowo wymagana jest zgoda organów ochrony przyrody na przemieszczanie, kupno/sprzedaż, otrzymywanie i uprawianie zagrożonych gatunków sagowców, w tym E. woodii.